# David Parry
Pour les articles homonymes, voir Parry.
David Parry (né le 23 mars 1949) est un chef d'orchestre britannique qui est surtout connu pour son travail dans le domaine de l'opéra.

## Biographie
Parry a été formé à l'Université de Cambridge et à la Royal Academy of Music à Londres. Il a poursuivi ses études avec Sergiu Celibidache en Espagne, abordant un vaste répertoire. Plus tard, il a travaillé à l'Opéra de Dortmund (en), Opera North et Glyndebourne, et il est devenu directeur musical de l'English Touring Opera (en) de 1983 jusqu'à 1987.
Décrit comme «un homme de théâtre avec qui les directeurs aiment travailler; il est attentif aux chanteurs; il connaît parfaitement le monde de l'opéra britannique. C'est un défenseur résolu de la forme opéra, et un avocat passionné de l'opéra anglais». Il a réalisé avec les labels discographiques Opera Rara et Chandos de nombreux enregistrements d'opéras rarement exécutés, œuvres interprétées par des orchestres très connus européens et britanniques. On trouve dans sa discographie des œuvres de compositeurs tels que Vincenzo Bellini (La straniera), Gioachino Rossini (Ricciardo e Zoraide), Giovanni Pacini, Simon Mayr et Saverio Mercadante (Emma d'Antiochia).
En 1992, il a fondé le Festival de l'opéra d'Almeida et continue en être son directeur artistique. Actuellement il est associé artistique du Festival de Norfolk et Norwich (en) et un conseiller artistique de Opera Rara. Il s'est produit comme chef invité de l'English National Opera, du Garsington Opera, de l'Opéra du Festival de Glyndebourne, de l'Opéra Nacional Grec, du Nouvel opéra israélien, Opera North, Opéra de Portland, l'Opéra royal de Stockholm, l'Opéra de Hanovre, le Staatsoper Stuttgart, le Teatro de la Zarzuela à Madrid et le Théâtre de Bâle entre autres. Parry est également un membre de l'Académie internationale de la Voix de Cardiff.